# 37e méridien est

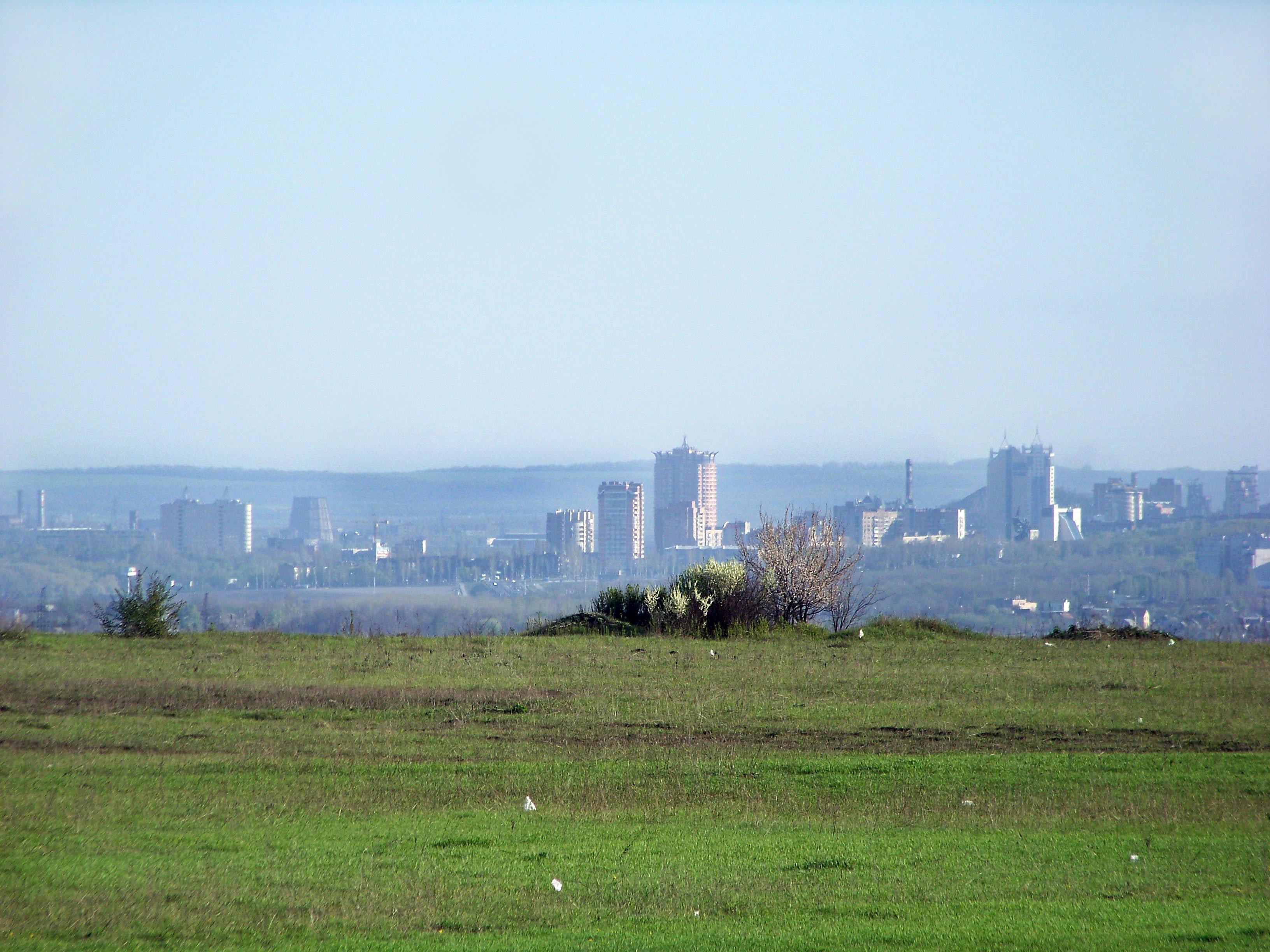
Vue de Donetsk depuis le village de (Ukraine) approximativement au 37^{e} méridien est.

En géographie, le 37e méridien est est le méridien joignant les points de la surface de la Terre dont la longitude est égale à 37° est.

## Géographie

### Dimensions
Comme tous les autres méridiens, la longueur du 37e méridien correspond à une demi-circonférence terrestre, soit 20 003,932 km. Au niveau de l'équateur, il est distant du méridien de Greenwich de 4 119 km,.
Avec le 143e méridien ouest, il forme un grand cercle passant par les pôles géographiques terrestres.

### Régions traversées
En commençant par le pôle Nord et descendant vers le sud au pôle Sud, Le 37e méridien est passe par:
| Coordonnées          | Pays, territoire ou mer | Notes                                              |
| -------------------- | ----------------------- | -------------------------------------------------- |
| 90° 00′ N, 37° 00′ E | Océan Arctique          |                                                    |
| 80° 21′ N, 37° 00′ E | Mer de Barents          | Passe juste à l'est de l'Île Victoria, Russie      |
| 68° 53′ N, 37° 00′ E | Russie                  | Péninsule de Kola                                  |
| 66° 15′ N, 37° 00′ E | Mer Blanche             |                                                    |
| 65° 10′ N, 37° 00′ E | Russie                  | Péninsule d'Onega                                  |
| 64° 29′ N, 37° 00′ E | Mer Blanche             | Baie d'Onega                                       |
| 63° 53′ N, 37° 00′ E | Russie                  |                                                    |
| 50° 21′ N, 37° 00′ E | Ukraine                 |                                                    |
| 46° 52′ N, 37° 00′ E | Mer d'Azov              |                                                    |
| 45° 23′ N, 37° 00′ E | Russie                  | Péninsule de Taman                                 |
| 45° 04′ N, 37° 00′ E | Mer Noire               |                                                    |
| 41° 17′ N, 37° 00′ E | Turquie                 |                                                    |
| 36° 45′ N, 37° 00′ E | Syrie                   |                                                    |
| 32° 25′ N, 37° 00′ E | Jordanie                |                                                    |
| 29° 54′ N, 37° 00′ E | Arabie saoudite         |                                                    |
| 25° 24′ N, 37° 00′ E | Mer Rouge               |                                                    |
| 21° 26′ N, 37° 00′ E | Soudan                  |                                                    |
| 17° 00′ N, 37° 00′ E | Érythrée                | Sur environ 6km                                    |
| 16° 56′ N, 37° 00′ E | Soudan                  | Sur environ 19km                                   |
| 16° 46′ N, 37° 00′ E | Érythrée                |                                                    |
| 14° 15′ N, 37° 00′ E | Éthiopie                |                                                    |
| 4° 23′ N, 37° 00′ E  | Kenya                   |                                                    |
| 2° 40′ S, 37° 00′ E  | Tanzanie                |                                                    |
| 11° 36′ S, 37° 00′ E | Mozambique              |                                                    |
| 18° 00′ S, 37° 00′ E | Océan Indien            |                                                    |
| 60° 00′ S, 37° 00′ E | Océan Austral           |                                                    |
| 69° 38′ S, 37° 00′ E | Antarctique             | Terre de la Reine-Maud, revendiquée par la Norvège |